# Hubert Seelow
Hubert Seelow (* 3. September 1948 in Schorndorf) ist ein deutscher Skandinavist und Übersetzer.

## Leben
Hubert Seelow studierte von 1969 bis 1974 Nordische Philologie, Germanistik und Anglistik an den Universitäten in München und Reykjavík. Er wurde 1977 an der Universität München zum Doktor der Philosophie promoviert. Von 1974 bis 1984 war er als wissenschaftlicher Assistent am Nordischen Institut der Universität München tätig, wo er sich 1984 habilitierte und anschließend als Privatdozent lehrte. Von 1989 bis 2016 war er Professor für Nordische Philologie an der Universität Erlangen-Nürnberg. Seine Fachgebiete sind die altnordische sowie die isländische Literatur des 16. bis 18. Jahrhunderts und der Gegenwart.
Neben seiner Lehr- und Forschungstätigkeit ist Hubert Seelow auch als Herausgeber und Übersetzer von Belletristik aus dem Isländischen ins Deutsche tätig; dabei ist er vor allem mit seinen Neuübersetzungen zahlreicher Werke von Halldór Laxness hervorgetreten.
Er ist verheiratet mit Kolbrún Haraldsdóttir, Lektorin für Isländisch an der Universität Erlangen-Nürnberg. 

## Werke
- Hálfs saga ok Hálfsrekka, Reykjavík 1981
- Die isländischen Übersetzungen der deutschen Volksbücher, Reykjavík 1989

Festschrift
- Lena Rohrbach (Hrsg.): Deutsch-isländische Beziehungen. Festschrift für Hubert Seelow zum 70. Geburtstag. Nordeuropa-Institut der Humboldt-Universität, Berlin 2018, ISBN 978-3-932406-39-3.

## Herausgeberschaft
- Halldór Laxness: Lesebuch, Göttingen 1992
- Halldór Laxness: Am Gletscher, Göttingen 1994
- Halldór Laxness: Die Litanei von den Gottesgaben, Göttingen 1999
- Flügelrauschen, Göttingen 2000 (herausgegeben zusammen mit Kolbrún Haraldsdóttir)
- Salonkultur und Reiselust, Erlangen 2000
- Große nordische Erzähler des 20. Jahrhunderts, Erlangen 2004 (herausgegeben zusammen mit Kolbrún Haraldsdóttir)
- Gaben des Himmels, Göttingen 2011 (herausgegeben zusammen mit Kolbrún Haraldsdóttir)
- Materialien zu Halldór Laxness, Göttingen 2011

## Übersetzungen
- Fríða Á. Sigurðardóttir: Ninas Geschichte, Göttingen 1998 (übersetzt zusammen mit Ingolf Kaspar)
- Guðbergur Bergsson: Der Schwan, Göttingen 1998
- Halldór Laxness: Atomstation, Göttingen 1989
- Halldór Laxness: Erzählungen, Göttingen 2002
- Halldór Laxness: Das Fischkonzert, Göttingen 1997
- Halldór Laxness: Die Geschichte vom teuren Brot, Göttingen 2002
- Halldór Laxness: Der große Weber von Kaschmir, Göttingen 1988
- Halldór Laxness: Das gute Fräulein, Göttingen 1996
- Halldór Laxness: Die Islandglocke, Göttingen 1993
- Halldór Laxness: Mein heiliger Stein, Göttingen 1995
- Halldór Laxness: Salka Valka, Göttingen 2007
- Halldór Laxness: Sieben Zauberer, Göttingen 1990
- Halldór Laxness: Ein Spiegelbild im Wasser, Göttingen 2011
- Halldór Laxness: Das Volksbuch, Göttingen 2011
- Halldór Laxness: Weltlicht, Göttingen 2000
- Die Saga von Grettir, Düsseldorf [u. a.] 1974
- Hans Siwik: Island, Heidelberg 1987
- Sagen und Märchen aus Island, Rv. 1980